# T-норма и t-конорма

t-нормой и t-конормой называются ассоциативные и коммутативные бинарные операции на L=[0,1], удовлетворяющие условию монотонности и имеющие в качестве нейтрального элемента 1 и 0, соответственно. t-нормы и t-конормы обычно используются в нечёткой логике в качестве операций конъюнкции и дизъюнкции, соответственно. t-норма и t-конорма, связанные законом Де Моргана, называются двойственными. Примеры простейших двойственных t-норм и t-конорм:
{\displaystyle T(a,b)=a\land b,\;S(a,b)=a\lor b}
{\displaystyle T(a,b)=ab,\;S(a,b)=a+b-ab}
{\displaystyle T(a,b)=\max(0,a+b-1),\;S(a,b)=\min(1,a+b)}
{\displaystyle T(a,b)={\begin{cases}0,&\max(a,b)<1\\\min(a,b),&\max(a,b)=1\end{cases}},\;S(a,b)={\begin{cases}\max(a,b),&\min(a,b)=0\\1,&\min(a,b)>0\end{cases}}}